# Apicencya pauliani
Apicencya pauliani är en skalbaggsart som beskrevs av Dewailly 1950. Apicencya pauliani ingår i släktet Apicencya och familjen Melolonthidae. Inga underarter finns listade i Catalogue of Life.